# Yukarıbağ, Viranşehir
Yukarıbağ là một xã thuộc huyện Viranşehir, tỉnh Şanlıurfa, Thổ Nhĩ Kỳ. Dân số thời điểm năm 2011 là 95 người.